# Michel Jacques
Michel Jacques est un footballeur français né le 9 janvier 1924 à Sochaux (Doubs) et mort le 1er mars 1997 à Montbéliard,.
Il a remporté la Coupe de France en 1944 avec l'éphémère équipe fédérale Nancy-Lorraine, qui regroupait alors les joueurs professionnels de Sochaux et de Nancy. Il marque le troisième des quatre buts lorrains, contre les champenois.
Ailier rapide et opportuniste de Sochaux, il a été sélectionné en équipe de France pour un match amical le 23 mars 1947 (France-Portugal, 1-0).
En juillet 1950, il rejoint le RC Strasbourg avec qui il remporte une deuxième Coupe de France en 1951 (Strasbourg-Valenciennes, 3-0).